# Вершинин, Виктор Михайлович
Виктор Михайлович Вершинин (1931—1985) — наладчик систем теплотехнического контроля и автоматического регулирования судовых ядерных энергетических установок цеха № 50 «Северного машиностроительного предприятия» (город Северодвинск).

## Биография
Родился 1 августа 1931 года в деревне Ичково Холмогорского района Северного края. Русский. Окончил школу.
В 1951 году, после окончания ремесленного училища № 1, пришёл работать на завод № 402 (ныне — ОАО «ПО „Северное машиностроительное предприятие“»). Работал слесарем-монтажником, затем наладчиком систем теплотехнического контроля и автоматического регулирования судовых ядерных энергетических установок в цехах № 49, 50 и 55.
Жил в Северодвинске. Скончался в апреле 1985 года. Похоронен на кладбище деревни Ступино Холмогорского района Архангельской области.

## Награды
- Указом Президиума Верховного Совета СССР от 23 января 1978 года за выдающиеся заслуги в создании и производстве новой специальной техники (атомной подводной лодки) Вершинину Виктору Михайловичу присвоено звание Героя Социалистического Труда с вручением ордена Ленина и золотой медали «Серп и Молот».
- Награждён двумя орденами Ленина (6.04.1970, 23.01.1978), медалями.